# Міхновські

Міхновські гербу Труби

Міхно́вські (пол. Michnowski) —  український шляхетський рід. Священницька гілка походить від козаків Іркліївської сотні Переяславського полку Гетьманщини. Найвідоміші представники — самостійник Микола Іванович Міхновський і настоятель Софії Київської, архієпископ УАПЦ Георгій Міхновський. Посвоячені з священицькими родами Антоненків, Бачинських, Веговських, Єржковських, Ільчинських, Моренцових-Дейнек, Росинських, Садовських, Снісаревських, Совачових, Соколовських, Яновських, Ярошівських.

## Представники
- Андрій (?—?) — козак Іркліївської сотні, уродженець села Мельники.
  - Никифор (до 1726 — після 1767) — священик у селі Пищики.
    - Євдоким (бл. 1743—1767) — священик у селі Пищики; ∞ NN Шевченко (з 1765).
      - Данило (1770—1841) — священик у селі Пищик; намісник, депутат, духівник.
      - Василь (бл. 1778/1788 — не пізніше 1852) — паламар Успенської церкви у селі Мутихи (1814—1836); одружувався двічі.